# Park Il-kap
Dans ce nom coréen, le nom de famille, Park, précède le nom personnel.
Park Il-kap (coréen : 박일갑), né le 21 mars 1926 en Corée et décédé le 11 septembre 1987 à São Paulo au Brésil, est un joueur de football international sud-coréen, qui évoluait au poste d'attaquant, avant de devenir ensuite entraîneur.

## Biographie

### Carrière de joueur

#### Carrière en sélection
Avec l'équipe de Corée du Sud, il figure dans le groupe des sélectionnés lors de la Coupe du monde de 1954. Lors du mondial organisé en Suisse, il joue un match contre la Hongrie.

### Carrière d'entraîneur
Il entraîne brièvement l'équipe de Corée du Sud en 1964.